# Электрическая изгородь
Электроизгородь (электропастух) — устройство для ограничения передвижения скота по пастбищу. Представляет собой ограждение из нескольких рядов проволоки под напряжением, которая подвешена на электронепроводных кольях.
Принцип работы электропастуха основан на подаче кратковременных импульсов высокого напряжения по проволоке. При контакте животного с проволокой животное получает удар током, который вызывает боль, и животное убегает.
Для взрослых особей крупного рогатого скота проволоку размещают на высоте 80 — 90 см. Для молодняка крупного рогатого скота размешают два ряда проволоки на высоте 50 и 90 см. Для овец и свиней проволоку размещают два ряда проволоки на высоте 30 и 45 — 60 см. Для птицы размещают 5 рядов проволоки на высоте 10 — 60 см.
К проволоке подключают заземленный генератор импульсов, который генерирует импульсы продолжительностью 0,6 секунды. Перерыв между импульсами составляет 0,8 секунды. За это время животное успевает отойти от изгороди и избежать повторного получения удара током.
В первое время использования электроизгороди животные становятся пугливыми и агрессивными, но после двух-трех недель нахождения в загоне с электроизгородью происходит привыкание и животные прекращают попытки побега из загона.
Преимущество электроизгороди в том, что при её использовании пропадает необходимость постоянного наблюдения пастухами за животными. При небольших затратах можно ограничить достаточно большую площадь под выпас скота. Также можно использовать электроизгородь для защиты сельскохозяйственных угодий от диких животных.